# U-388
U-388 — средняя немецкая подводная лодка типа VIIC времён Второй мировой войны.

## История
Заказ на постройку субмарины был отдан 21 ноября 1940 года. Лодка была заложена 12 сентября 1941 года на верфи Ховальдсверке, Киль, под строительным номером 19, спущена на воду 12 ноября 1942 года, вошла в строй 31 декабря 1942 года под командованием лейтенанта (впоследствии оберлейтенанта) Петера Шуса.

### Флотилии
- 31 декабря 1942 года — 1 июня 1943 года — 5-я флотилия (учебная)
- 1 июня — 20 июня 1943 года — 9-я флотилия

### История службы
Лодка совершила один боевой поход, успехов не достигла.
Отправилась из Киля в свой первый поход 8 июня 1943 года. Потоплена 20 июня 1943 года в Северной Атлантике к юго-востоку от мыса Фарвель, Гренландия, в районе с координатами 57°36′ с. ш. 31°20′ з. д. глубинными бомбами с американского самолёта типа «Каталина». 47 погибших (весь экипаж).